# Tetrabutylamoniumfluorid
Tetrabutylamoniumfluorid, zkráceně TBAF nebo n-Bu4NF je kvartérní amoniová sůl se vzorcem (CH3CH2CH2CH2)4N+F−; dostupná v podobě trihydrátu a jako roztok v  tetrahydrofuranu. Používá se jako zdroj fluoridových iontů v organických rozpouštědlech.

## Příprava a vlastnosti
TBAF se dá připravit průchodem kyseliny fluorovodíkové přes ionex následovaným reakcí s tetrabutylamoniumbromidem. Po odpaření vody lze kvantitativně izolovat TBAF jako olejovitou kapalinu.
Příprava bezvodých vzorků má význam v tom, že se přechodem z vodného do aprotického prostředí zvýší zásaditost fluoridového iontu o jednotek pK. Zahříváním hydratovaných vzorků na 77 °C za nízkého tlaku ovšem vede k tvorbě hydrogendifluoridu. Podobně vzorky vysoušené při 40 °C ve vysokém vakuu stále obsahovaly 0,1-0,3 mol% vody a kolem 10 % hydrogendifluoridu.
Bezvodý TBAF lze ovšem připravit reakcí hexafluorbenzenu s tetrabutylamoniumkyanidem. Jeho roztoky v acetonitrilu a dimethylsulfoxidu jsou stálé.

## Reakce a použití
Fluoridový anion je silným akceptorem vodíkových vazeb, jeho soli tak bývají hydratované a vykazují nízkou rozpustnost v organických rozpouštědlech. TBAF jako zdroj fluoridu tento nedostatek překonává, i když není povaha fluoridu jistá, protože jsou vzorky TBAF téměř vždy hydratované a vytváří i hydrogendifluoridy (HF2−) a hydroxidy (OH−). V mnoha případech tato nejistá povaha zdroje fluoridu není na obtíž .
Jako zdroj fluoridových iontů v organických rozpouštědlech slouží TBAF k odstraňování silyletherových chránicích skupin. Také se používá jako katalyzátor fázového přenosu a jako slabá zásada. Při odstraňování chránicích skupin TBAF v DMSO přeměňuje O-silylované enoláty na karbonylové sloučeniny. S vazbami C-Si TBAF vytváří karboanionty, které mohou být zachyceny pomocí elektrofilů nebo vstoupit do protonolytických reakcí.